# 1995 UC6
1995 UC6 är en asteroid i huvudbältet som upptäcktes den 21 oktober 1995 av de båda japanska astronomerna Seiji Ueda och Hiroshi Kaneda i Kushiro.
Asteroiden har en diameter på ungefär 5 kilometer